# Mohammad Fazel Lankarani
Mohammad Fazel Lankarani (* 1931 in Ghom, Iran; † 16. Juni 2007 in London) war ein iranischer, schiitischer Gelehrter und Großajatollah.

## Leben
Lankarani, Sohn eines bekannten schiitischen Gelehrten, gehörte der Volksgruppe der Aseri an. Seine Mutter war eine Afghanin. Bereits mit 13 Jahren studierte er den Koran, mit 19 Jahren studierte er als „Charidsch“- Student bei dem Großajatollah Hossein Borudscherdi, dem letzten von allen schiitischen Geistlichen anerkannten Mardschaʿ-e Taghlid. Während seines 11-jährigen Studiums wurde er auch von Ruhollah Chomeinis unterrichtet. Bei Ajatollah Tabataba’i lernte er die Interpretation des Tafsīr und Philosophie und erhielt mit 25 Jahren den Grad des Mudschtahid. Später war er in Ghom selbst als Lehrer tätig. Mohammad Fazel Lankarani starb am 16. Juni 2007 in London an einer nicht näher spezifizierten Krankheit.

## Wirken
Er engagierte sich für die Islamische Revolution und wurde mehrfach in der Regierungszeit des Schahs Mohammad Reza Pahlavi inhaftiert. Die Ankündigung des Staatspräsidenten Mahmud Ahmadinedschad, künftig Frauen den Zutritt von Fußballstadien für die wichtigsten Spiele zu gestatten, erwiderte Lankarani mit einer Fatwa:
„Die Anwesenheit der Frauen, zusammen mit den Männern, auf den öffentlichen Sportplätzen ist nicht erlaubt, auch wenn die Frauen getrennt säßen“. Der Islam erlaube nicht, „daß weibliche Blicke auf den männlichen Körper fallen, selbst wenn sie dabei keine Lust empfinden.“ Lankarani veröffentlichte diesbezüglich zahlreiche Werke und Artikel.

## Mordaufruf
Lankarani hat am 25. November 2006 eine Todesfatwa gegen den irankritischen aserbaidschanischen Journalisten und Autor Rafiq Tağı sowie dessen Verleger Samir Sədaqətoğlu wegen „Beleidigung des Islams und des Propheten Mohammed“ erlassen. Tağı hatte in dem Zeitungsartikel „Europa und wir“ in dem Periodikum Sanat eine Orientierung seines Irans benachbarten Heimatlandes Aserbaidschan an Europa gefordert und bezeichnete Äußerungen des Propheten Mohammed als aggressiv. Aserbaidschan war schon vor den Zeiten des ersten Kadscharen-Schahs Streitapfel zwischen den Hegemonialmächten Russland und Persien. Tağı wurde bei einer sechsfachen Messerattacke am 19. November 2011 schwer verletzt. Nach einer zunächst erfolgreichen Operation starb er dann aber im Krankenhaus unter ungeklärten Umständen vier Tage später. Iranische Zeitungen begrüßten den Mord.

## Schriften (Auswahl)
- Tafasilah al Shariah
- Kommentar zu „Urwat al Wusgha“
- Nahayat al Taghris
- Kitab al Thawn
- Kitab al Ghaza
- Al Masael Al mostahasah
- Al Ahkam al wazheha
- Alhavavaed al Feghieh
- Taghrirat al Usul
- Taghriart, Texte der Kharaj Studien (auf Persisch)
- Resalah al Towize al Masael (auf Persisch)
- Madkhal Al Tafsir
- Jameh al Masael